# Хиэда-но Арэ
Хиэда-но Арэ (яп. 稗田 阿礼, конец VII — начало VIII века) — составительница японского древнего текста «Кодзики».

## Общие сведения
Очень мало известно об этой личности. В «Сэйкюки»(яп. 西宮記) есть упоминание, которое говорит о принадлежности к семье Сарумэ-но Кими, чьих предков можно проследить до богини Ама-но-Удзумэ-но-Микото.
Такие ученые, как Кунио Янагиа и Нобуцуна Сайго, утверждают, что Арэ была женщиной. Титул тонэри (яп. 舎人), которым владел(а) Аре, обычно добывали мужчины. Однако, члены семьи Сарумэ-но Кими известные как служанки при дворе. К тому же, судя по всему автором некоторых мест в «Кодзики» была женщина.

## Кодзики
Император Тэмму потребовал исправить противоречия относительно японской истории, которые существовали в разных «Тэйки» и «Кюдзи», которые были на устах у японских вельмож. Он приказал Арэ, которому(ой) тогда было 28, запомнить эти истории. "Арэ имеет природный талант и ум и может читать наизусть прочитанное один раз и запомнить услышанное один раз. Тэмму умер до того, как работа была завершена. Впоследствии императрица Гэммей приказала О-но Ясумаро записать Кодзики. Эта работа была завершена в 712 году.